# Carlos Manuel O'Donnell
Carlos Manuel O'Donnell y Álvarez-Abreu (Valencia, 1 de junio de 1834 - Madrid, 9 de febrero de 1903) fue un militar y político español, ministro de Estado durante el reinado de Alfonso XII y durante la regencia de María Cristina de Habsburgo-Lorena.

## Biografía
Tras luchar en Filipinas en 1854, actuará como ayudante de campo de su tío, Leopoldo O'Donnell, en la guerra de África donde resultará herido y obtendrá la Cruz de San Fernando de primera clase.
Miembro de la Unión Liberal participará en las elecciones de 1863, 1864 y 1865 obteniendo acta de diputado por la circunscripción de Valladolid.
En 1867, a la muerte de su tío, hereda los títulos de  duque de Tetuán y conde de Lucena y apoyará activamente la Revolución de 1868 tras la cual es nuevamente elegido diputado en las elecciones de 1869 y 1872 nuevamente por Valladolid. El nuevo Rey Amadeo I le nombrará por pocos meses, pues renunciará a ambos puestos, su  Mayordomo y Caballerizo mayor. 
En 1876, ya como militante del Partido Conservador, es elegido senador por Castellón de la Plana siendo nombrado senador vitalicio en 1881.
Fue ministro de Estado hasta en cuatro ocasiones: entre el 16 de mayo y el 9 de diciembre de 1879 ocuparía por primera vez dicha cartera ministerial en un gobierno Martínez Campos. Posteriormente, entre el 5 de julio de 1890 y el 11 de diciembre de 1892 volverá a desempeñar dicho ministerio en dos gabinetes presididos por Antonio Cánovas. Bajo la presidencia de Cánovas volverá a ocupar la cartera de Estado entre el 23 de marzo de 1895 y el 19 de enero de 1896 y finalmente, entre el 5 de marzo de 1896 y el 4 de octubre de 1897 volverá a desempeñarla en un primer momento bajo la presidencia de Cánovas, y tras el asesinato de este, con Marcelo Azcárraga como presidente del gobierno. También desempeñó las funciones de embajador en Bruselas, Viena y Lisboa.
Además de los títulos nobiliarios de su tío, también sucedió en el marquesado de Altamira.